# Factiva
 (juillet 2012).

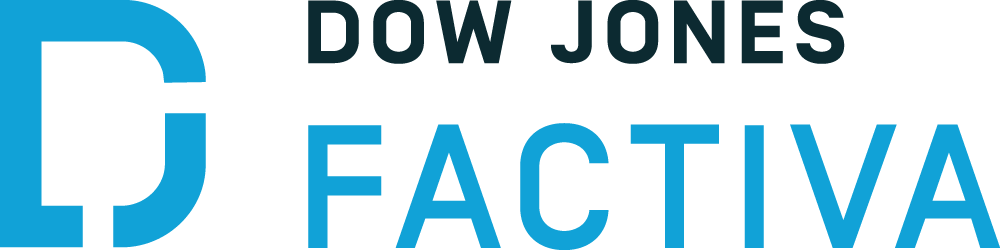

Factiva est un outil d'information professionnelle de la société Dow Jones & Company. Factiva agrège des contenus provenant à la fois de sources sous licence et gratuites, et apporte aux entreprises des fonctionnalités de recherche, d'alerte, de diffusion et de gestion de l'information. Les produits Factiva donnent accès à plus de 36 000 sources[source insuffisante] (comme des journaux, magazines retranscriptions radio et télévision, photos, etc.) provenant de 200 pays en 25 langues, incluant plus de 600 fils d'actualités mis à jour en continu.

## Historique
L’entreprise a été fondée en tant que coentreprise entre Reuters et Dow Jones & Company en mai 1999 sous le nom de Dow Jones Reuters Business Interactive. Elle a été renommée Factiva six mois plus tard, en novembre. Au moment de sa fondation, son PDG est Timothy M. Andrews, un dirigeant de longue date de Dow Jones. Il est remplacé dès janvier 2000 par Clare Hart, qui occupait le poste de vice-président et directeur des ventes mondiales de Factiva.
En 2005, Factiva a acquis deux entreprises. 2B Reputation Intelligence Ltd., basée à Londres, était spécialisée dans les solutions techniques et le conseil dans les domaines de la veille médiatique et la gestion de la réputation. Synapse, the Knowledge Link Corporation, basée à Denver, développait des logiciels de taxonomie destinés à la classification et l’indexation de données.
Reuters a revendu sa part de 50 % de Factiva à Dow Jones pour 160 millions de dollars, en 2006. L’année suivante, Factiva, au même titre que le reste de l’entreprise Dow Jones, est cédée à News Corporation, le conglomérat de médias de Rupert Murdoch.

## Concurrence
Au fur et à mesure des fusions des différentes entreprises spécialisées dans les bases de données éditoriales et journalistiques, le marché s'est internationalisé et compte notamment Kantar, Cision, LexisNexis, Meltwater ou Aday.
Aux côtés des agrégateurs de presse payants existent des alternatives gratuites, partiellement similaires, dont Google Actualités